# Assassinat a la rectoria
Assassinat a la rectoria (títol original en anglès The Murder at the Vicarage) és una novel·la negra de l'autora de llibres de misteri Agatha Christie.
Primer va ser publicat al Regne Unit per Collins Crime Club a l'octubre de 1930 i el mateix any però una mica més tard als Estats Units per Dodd, Mead and Company. És la primera novel·la en la que apareix el personatge de Miss Marple tot i que sí que havia aparegut en una sèrie de contes curts publicats amb anterioritat a The Royal Magazine i The Story-Teller Magazine el 1927. Aquestes històries curtes es van recopilar al llibre Els tretze problemes el 1932. El 1999 va ser traduït al català per Jordi García Clavel.

## Argument
A Saint Mary Mead no hi ha ningú més menyspreat que el coronel Protheroe. Fins i tot el rector local ha dit en alguna ocasió que si se'l matés s'estaria fent un servei a la gent del poble. Així que quan Protheroe és trobat mort en l'estudi del mateix vicari, i dues persones diferents confessen haver comès el crim, és el moment en què la vella soltera Jane Marple exerceixi les seves habilitats de detectiu.
El vicari i la seva dona, Leonard i Clemente Griselda respectivament, que va fer la seva primera aparició en aquesta novel·la, continuaran apareixent en altres novel·les de Miss Marple: en particular, en Un cadàver a la biblioteca (1942) i El tren de les 4.50 de Paddington (1957) 

## Comentaris i ressò mediàtic
The Times Literary Supplement del 6 de novembre de 1930 plantejava diverses qüestions i dubtes sobre qui podia haver matat Protheroe i perquè, i va concloure: «Com una història de detectius, l'únic defecte és que és difícil de creure que es pogués portar a terme l'assassinat tan ràpida i sileciosament. La situació dels tres espais; l'habitació, el jardí i el poble, mostren que l'acció hauria d'haver estat vista i sentida per Miss Marple, ‘qui sempre sabia el que passava i es posava en la pitjor situació’. A més els altres veïns estaven a les tres cases contínues. Finalment, Miss marple descobreix l'assassí al final, però hom pensa que ho hauria d'haver descobert molt abans».
La crítica de la novel·la del New York Times Review el 30 de novembre de 1930, començava: «La talentosa Miss Christie està lluny d'haver fet el seu millor treball en la seva darrera història. Aporta poc en la seva eminència en el camp del misteri» i de concloure: «La germanor local de solteres s'hi involucra amb molta xafarderia».